# Frances Halsband
Frances Halsband (Nueva York, 30 de octubre de 1943) es una arquitecta estadounidense. Se graduó en la Universidad de Swarthmore, y obtuvo una maestría en la Universidad de Columbia. Sirvió de jurado en competencias de diseño arquitectónico, y fue presidenta del Comité de Diseño del Instituto Americano de Arquitectos.

## Premios
En 2014, Halsband fue reconocida por su trabajo en el diseño de la entrada del Ferrocarril de Long Island en Nueva York, competencia lanzada por la Fundación de Arquitectura Beverly Willis durante la segunda mitad de 2014, para identificar las mejores construcciones realizadas por mujeres.